# ジュニーニョ・バクーナ
ジュニーニョ・バクーナ（Juninho Bacuna, 1997年8月7日 - ）は、オランダ・フローニンゲン州フローニンゲン出身のキュラソー代表プロサッカー選手。バーミンガム・シティFCに所属している。ポジションはMF。

## 来歴
2006年にFCフローニンゲンのアカデミーチームに入団し、2014-15シーズンにトップチームに昇格。2015年2月5日のヘラクレス・アルメロ戦でプロデビュー。同シーズンはKNVBカップ優勝を経験し、2015-16シーズンはUEFAヨーロッパリーグに出場。2017-18シーズンは堂安律と共にプレーした。
2018年6月20日、イングランド・プレミアリーグのハダースフィールド・タウンFCと3年契約を締結した。
2021年8月19日、レンジャーズFCに移籍した。
2022年1月27日、バーミンガム・シティFCへ完全移籍。

## 代表経歴
2015年からユース世代のオランダ代表の中心選手として活躍している。

## 家族
兄は6歳上のレアンドロ・バクーナ。代表はキュラソー代表でプレーしている。